# Bornel
Bornel est une commune française située dans le département de l'Oise, en région Hauts-de-France. Le 1er janvier 2016, elle est créée sous le statut de commune nouvelle après la fusion des communes de Bornel (ancienne commune), Anserville et Fosseuse.
Ses habitants sont appelés les Bornellois.

## Géographie

### Description
Bornel est un bourg périurbain picard du Pays de Thelle situé à 36 km au nord de Paris, 32 km à l'est de Gisors, 27 km au sud-est de Beauvais et à 21 km au sud-ouest de Creil.
Il est tangenté par l'ex-route nationale 1 (route classée en voirie départementale (actuelle RD 1001) et est traversé par l'autoroute A16, dont l'échangeur le plus proche est celui de Méru ( 13).
La commune fait partie de la zone d'emploi de Beauvais et au bassin de vie de  Persan - Beaumont-sur-Oise.

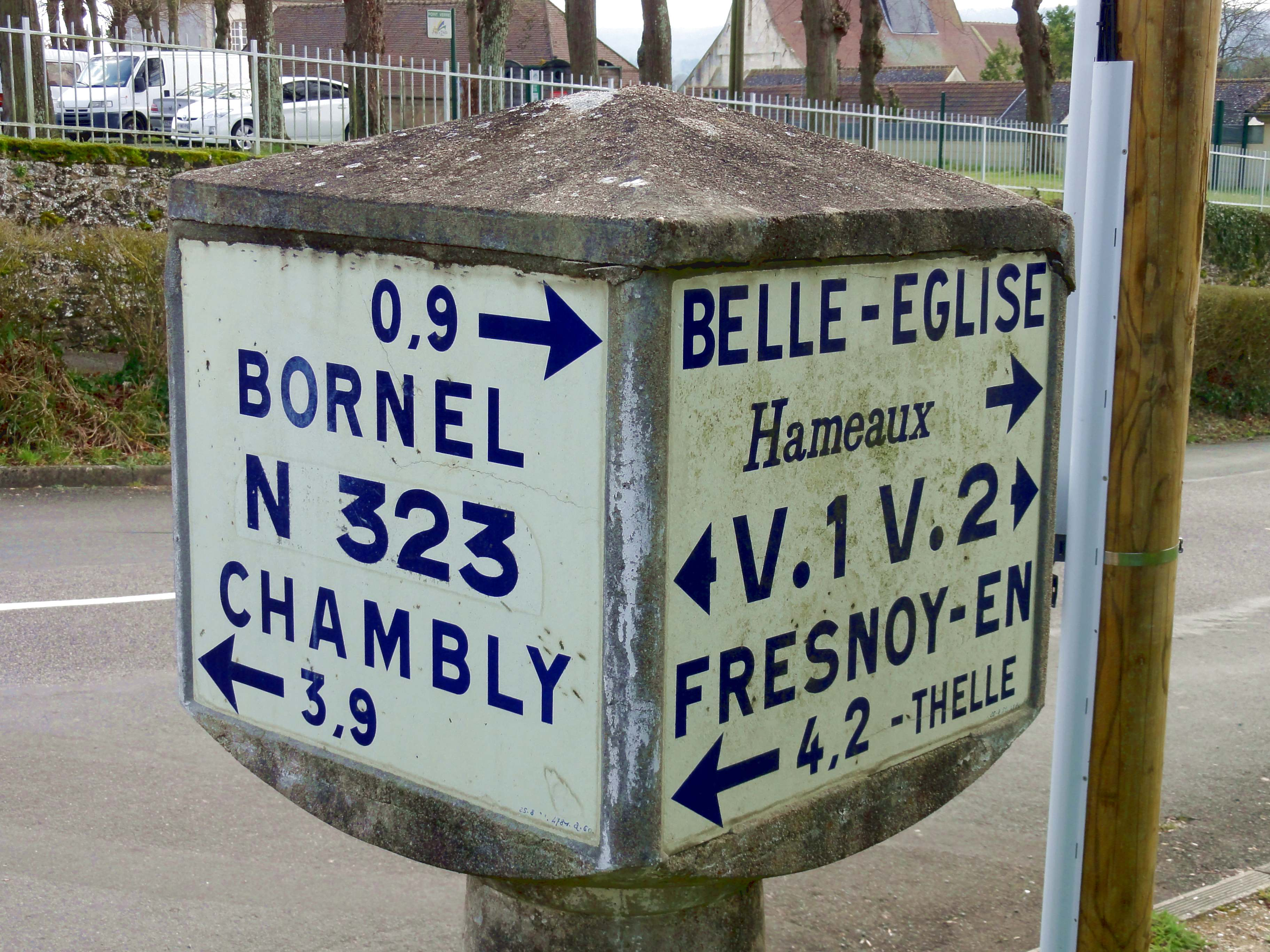
Ancienne borne Michelin.
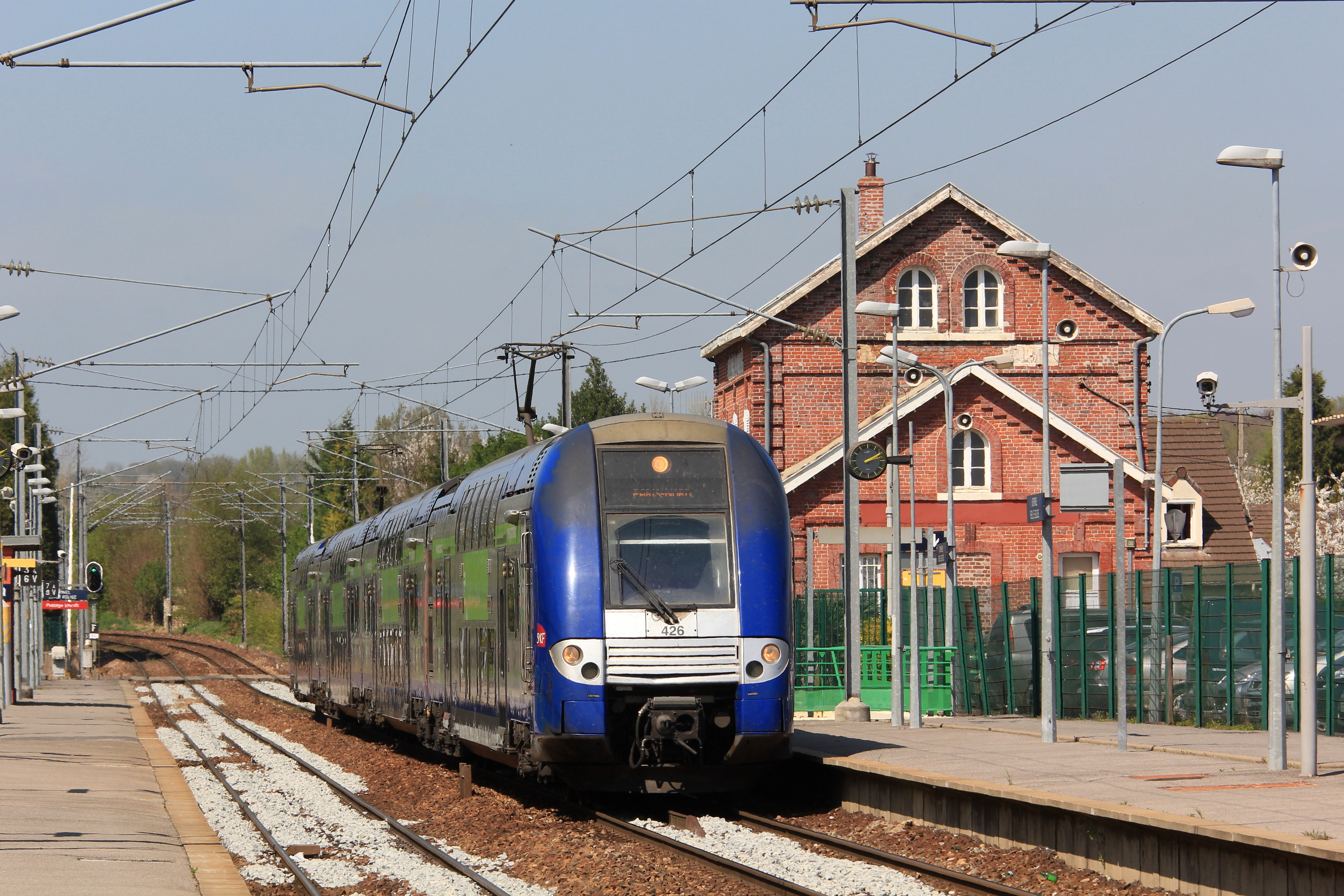
La gare.

### Communes limitrophes
| Esches                                          | Mortefontaine-en-Thelle | Dieudonné, Puiseux-le-Hauberger |
| Amblainville                                    | Bornel                  | Fresnoy-en-Thelle               |
| Arronville (Val-d'Oise), Frouville (Val-d'Oise) | Hédouville (Val-d'Oise) | Belle-Église                    |

### Hydrographie
La commune est située dans le bassin Seine-Normandie. Elle est drainée par l'Esches et la Gobette,,.
L'Esches, d'une longueur de 20 km, prend sa source dans la commune de Méru et se jette  dans l'Oise à Persan, après avoir traversé six communes. Les caractéristiques hydrologiques de l'Esches sont données par la station hydrologique située sur la commune. Le débit moyen mensuel est de 0,66 m3/s. Le débit moyen journalier maximum est de 4,05 m3/s, atteint lors de la crue du 7 juillet 2001. Le débit instantané maximal est quant à lui de 7,51 m3/s, atteint le même jour.

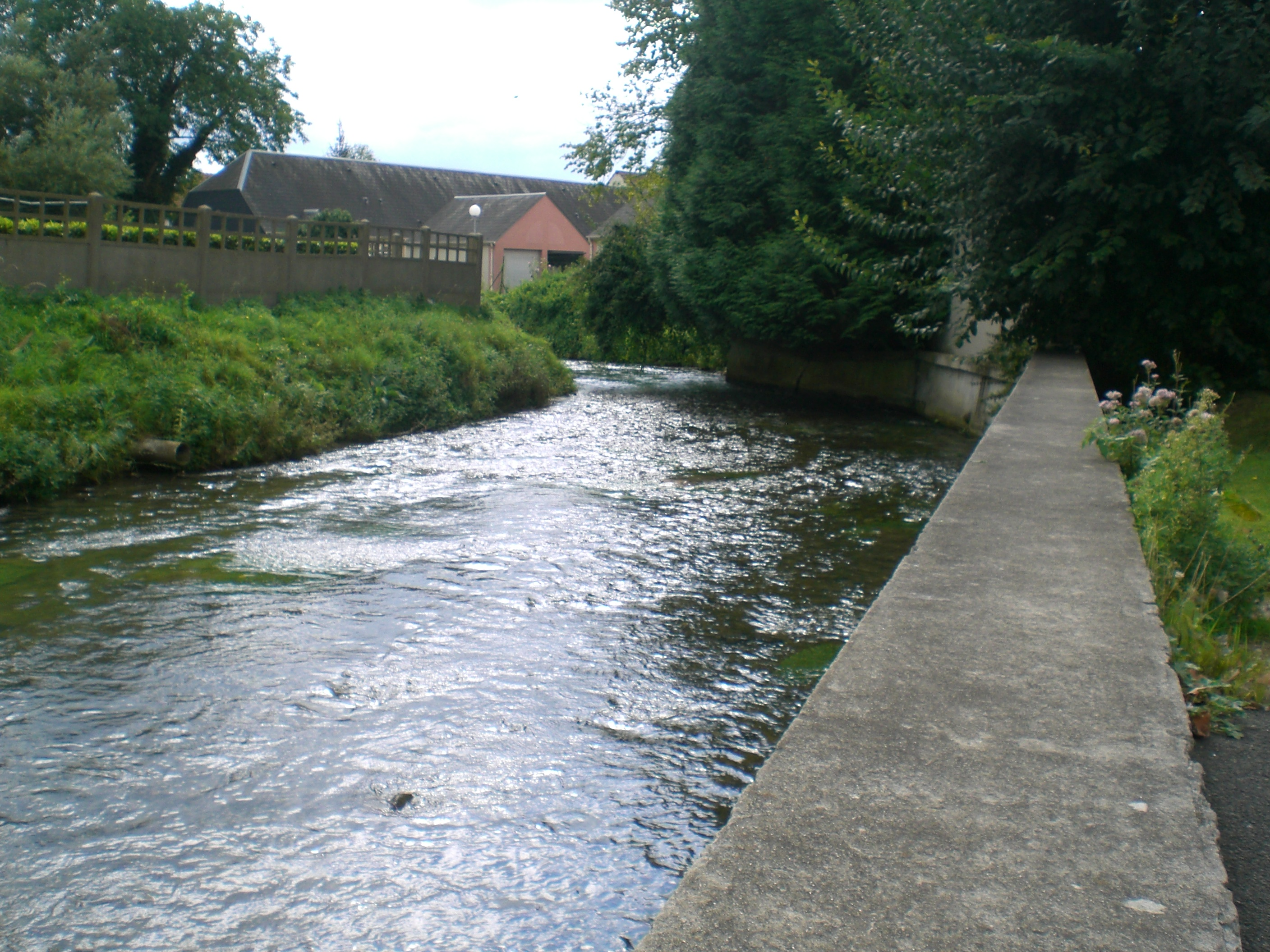
L'Esches à Bornel.
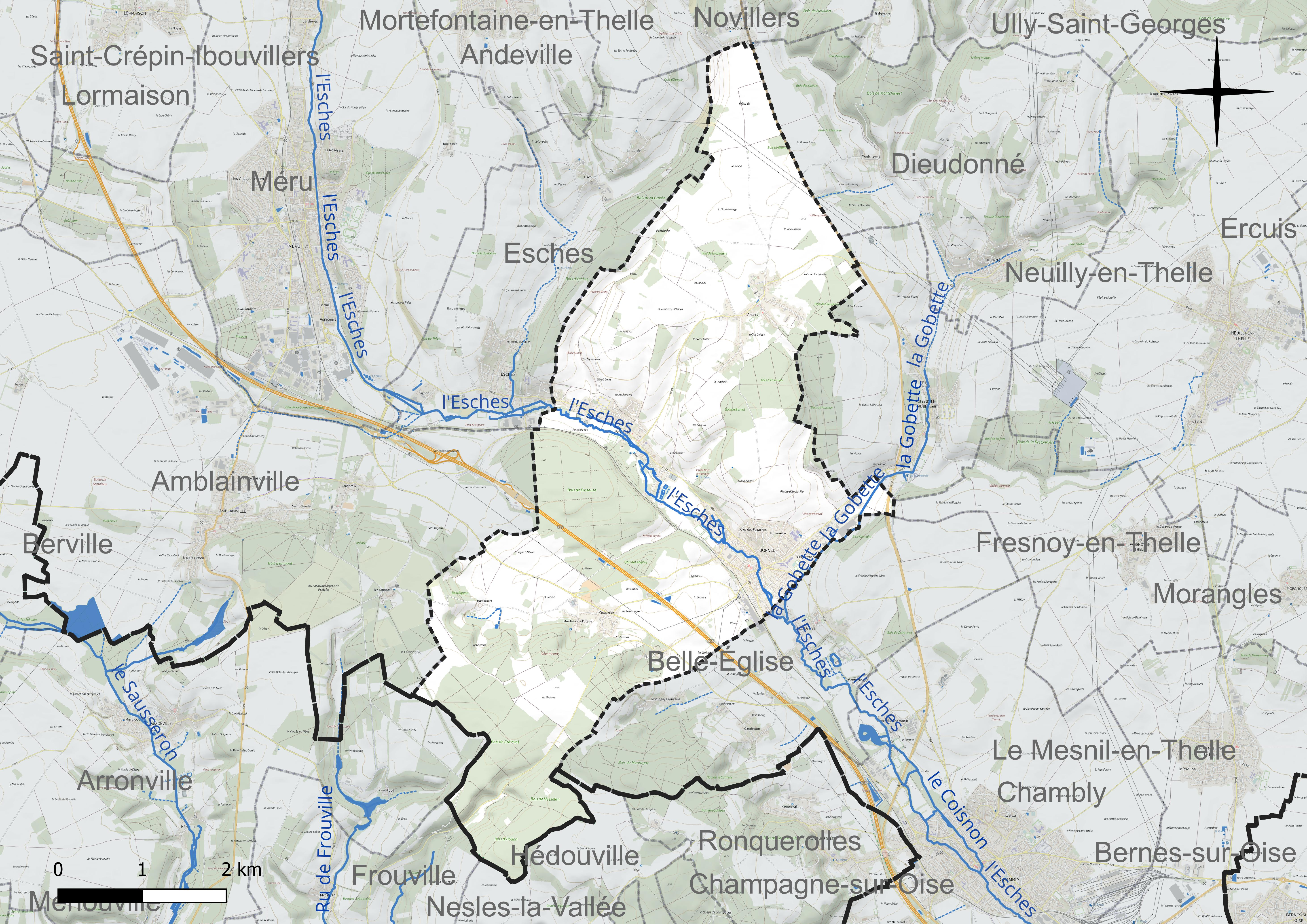
Réseau hydrographique de Bornel.

Un plan d'eau complète le réseau hydrographique : les étangs du Saut du Loup (0,3 ha),.

### Climat
Pour des articles plus généraux, voir Climat des Hauts-de-France et Climat de l'Oise.
En 2010, le climat de la commune est de type climat océanique dégradé des plaines du Centre et du Nord, selon une étude du CNRS s'appuyant sur une série de données couvrant la période 1971-2000. En 2020, Météo-France publie une typologie des climats de la France métropolitaine dans laquelle la commune est exposée à un climat océanique et est dans la région climatique Sud-ouest du bassin Parisien, caractérisée par une faible pluviométrie, notamment au printemps (120 à 150 mm) et un hiver froid (3,5 °C).
Pour la période 1971-2000, la température annuelle moyenne est de 11 °C, avec une amplitude thermique annuelle de 14,6 °C. Le cumul annuel moyen de précipitations est de 676 mm, avec 10,8 jours de précipitations en janvier et 7,7 jours en juillet. Pour la période 1991-2020, la température moyenne annuelle observée sur la station météorologique la plus proche, située sur la commune de Pontoise à 18 km à vol d'oiseau, est de 12,5 °C et le cumul annuel moyen de précipitations est de 666,7 mm,. Pour l'avenir, les paramètres climatiques de la commune estimés pour 2050 selon différents scénarios d'émission de gaz à effet de serre sont consultables sur un site dédié publié par Météo-France en novembre 2022.

## Urbanisme

### Présentation
La commune  est constituée de quatre hameaux habités : Courcelles, Montagny-la-Poterie, le Ménillet et Hamecourt, ainsi que des communes déléguées de  Anserville et Fosseuse.

### Typologie
Au 1er janvier 2024, Bornel est catégorisée bourg rural, selon la nouvelle grille communale de densité à sept niveaux définie par l'Insee en 2022.
Elle appartient à l'unité urbaine de Bornel, une agglomération intra-départementale regroupant deux  communes, dont elle est ville-centre,,. Par ailleurs la commune fait partie de l'aire d'attraction de Paris, dont elle est une commune de la couronne,.

### Voies de communication et transports
La gare de Bornel - Belle-Église est située sur le territoire de la commune et est desservie par des TER Hauts-de-France circulant entre les gares de Beauvais et de Paris-Nord.
La commune est desservie, en 2023, par les lignes 6110, 6121, 6131, 6132, 6134, 6138, 6201 et 6234 du réseau interurbain de l'Oise.

## Toponymie
La première mention date de 751 avec le nom de Bordonellum.
Du germanique borda « planche , cabane » et double suffixe roman, diminutif -on et -ellum « petite cabane ».

## Histoire
Le 19 juin 1944 eut lieu la bataille de Ronquerolles, en limite des communes de Ronquerolles, de Bornel, de Belle-Église et d'Hédouville, entre un petit groupe de Résistants Français et les troupes d'occupation et de répression allemandes de la Sicherungs-Regiment 6, évaluées à 3 bataillons, soit de 800 à 1 000 hommes. Sur 17 résistants arrêtés par les Allemands, 11 sont fusillés à L'Isle-Adam et 2 sont déportés,,,,,.
En 2015, confrontées à la réduction programmée des dotations de l'État aux communes, Anserville, Bornel et Fosseuse décident de s'unir afin de maintenir pendant trois ans ces dotations et d'une bonification de 5 % de la dotation globale de fonctionnement.
Un arrêté préfectoral du 25 septembre 2015 décide la création de la commune nouvelle au 1er janvier 2016, par la fusion des anciennes communes d'Anserville, Bornel et Fosseuse, qui deviennent à cette date des communes déléguées,.

## Politique et administration
Le chef-lieu de la commune est fixé en l'hôtel de ville de Bornel.

### Rattachements administratifs et électoraux
Rattachements administratifs
La commune se trouve dans l'arrondissement de Beauvais du département de l'Oise.
Pour les élections départementales, la commune fait partie depuis 2014 du canton de Méru
Pour l'élection des députés, elle fait partie de la troisième circonscription de l'Oise.

### Conseil municipal
Jusqu'aux élections municipales de 2020, le conseil municipal de la nouvelle commune est constitué de l'ensemble des 53 conseillers municipaux des anciennes communes. Pour le mandat 2020-2026, la commune dispose d'un conseil municipal de 27 membres, effectif qui reste supérieur à celui de sa classe démographique.

### Liste des maires
| Période        | Période                       | Identité             | Étiquette | Qualité |
| -------------- | ----------------------------- | -------------------- | --------- | --- |
| 7 janvier 2016 | En cours (au 2 décembre 2020) | M. Dominique Toscani | SE        | Chef d'entreprise retraité Maire de l'ancienne commune de Bornel (2014 → ) Vice-président de la CC des Sablons (2014 → ) Réélu pour le mandat 2020-2026, |

### Communes déléguées
| Nom            | Code Insee | Intercommunalité | Superficie (km2) | Population (dernière pop. légale) | Densité (hab./km2) |
| -------------- | ---------- | ---------------- | ---------------- | --------------------------------- | ------------------ |
| Bornel (siège) | 60088      | CC des Sablons   | 12,48            | 3 553 (2013)                      | 285                |
| Anserville     | 60018      | CC des Sablons   | 6,81             | 422 (2013)                        | 62                 |
| Fosseuse       | 60246      | CC des Sablons   | 4,44             | 743 (2013)                        | 167                |

## Population et société

### Démographie
L'évolution du nombre d'habitants est connue à travers les recensements de la population effectués dans la commune depuis sa création.
En 2022, la commune comptait 4 796 habitants, en évolution de −0,66 % par rapport à 2016 (Oise : +0,87 %, France hors Mayotte : +2,11 %).
| 1968  | 1975  | 1982  | 1990  | 1999  | 2007  | 2012  | 2017  |
| ----- | ----- | ----- | ----- | ----- | ----- | ----- | ----- |
| 2 607 | 2 688 | 3 543 | 4 111 | 4 477 | 4 841 | 4 734 | 4 817 |

### Sports
Il existe un gymnase à côté du collège Françoise Sagan, qui porte le nom de la joueuse de tennis Amélie Mauresmo, qui l'a inauguré en 2008.

### Autres équipements

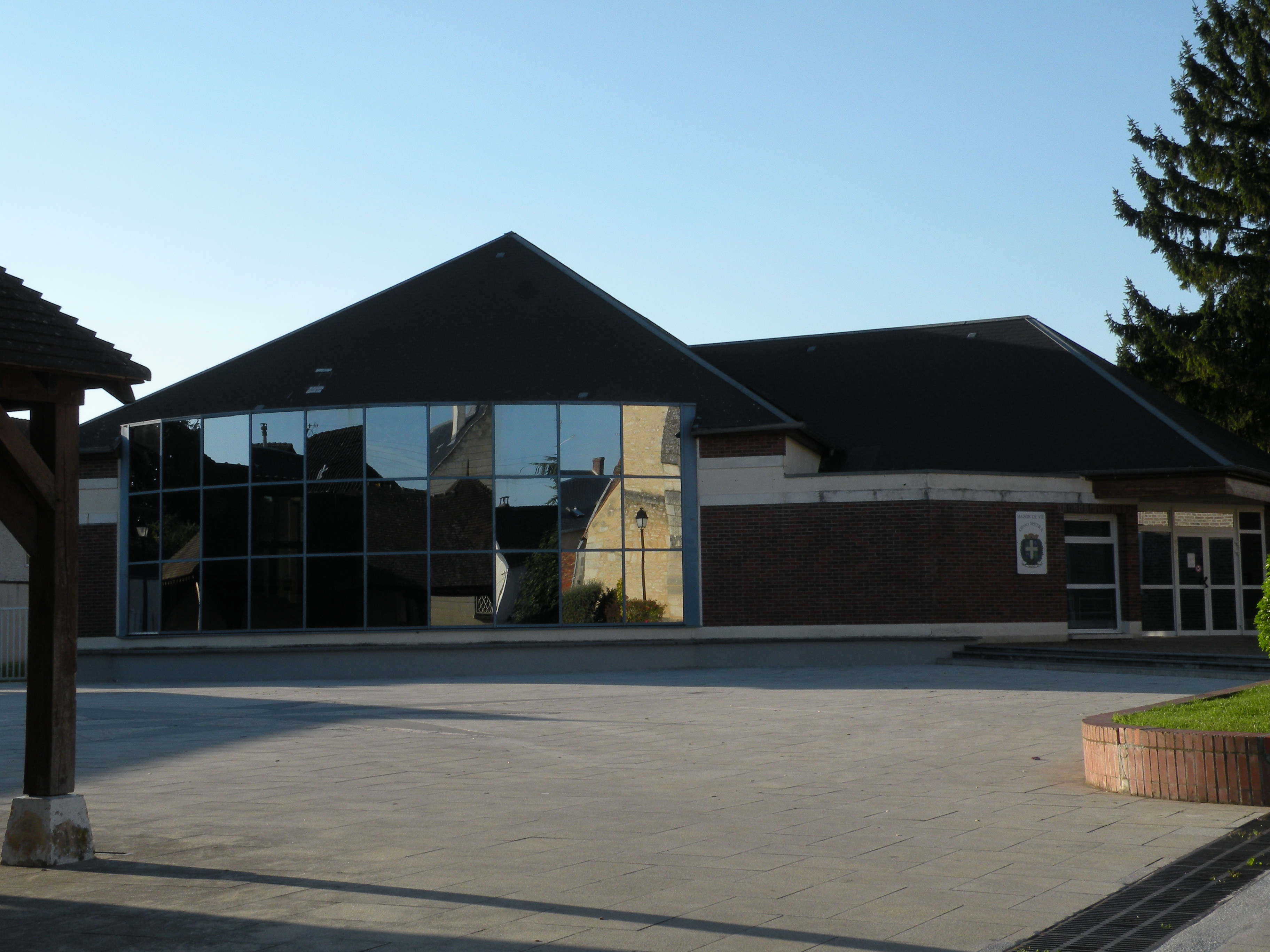
La salle communale de Bornel

## Économie et industrie
- usine Le Bronze-Alloys (ex-CLAL), alliages cuivreux.

## Culture locale et patrimoine

### Lieux et monuments
Il convient de se reporter aux articles consacrés aux anciennes communes fusionnées.
On peut notamment signaler : 
- Église Saint-Denis de Bornel

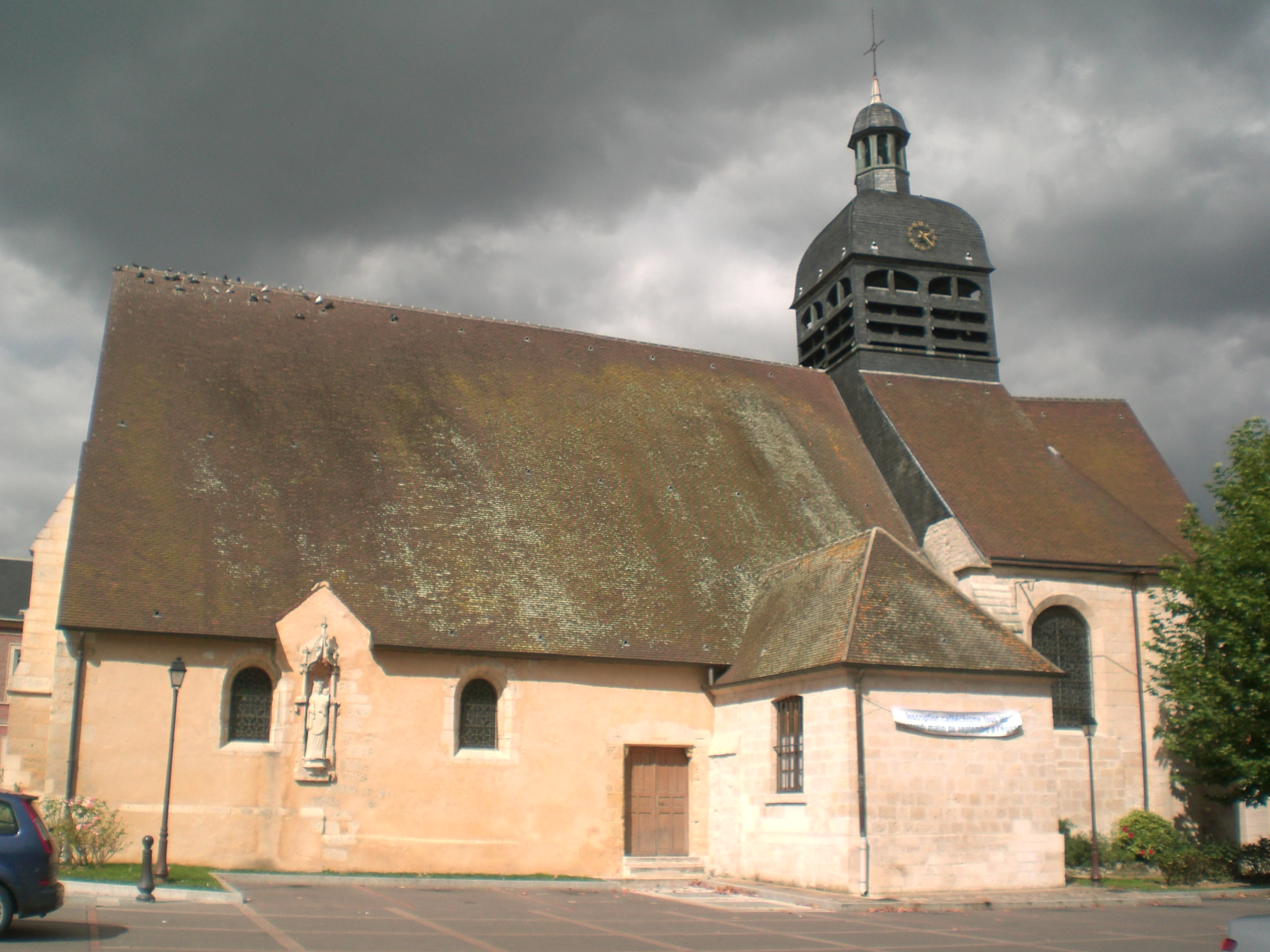
L'église Saint-Denis de Bornel
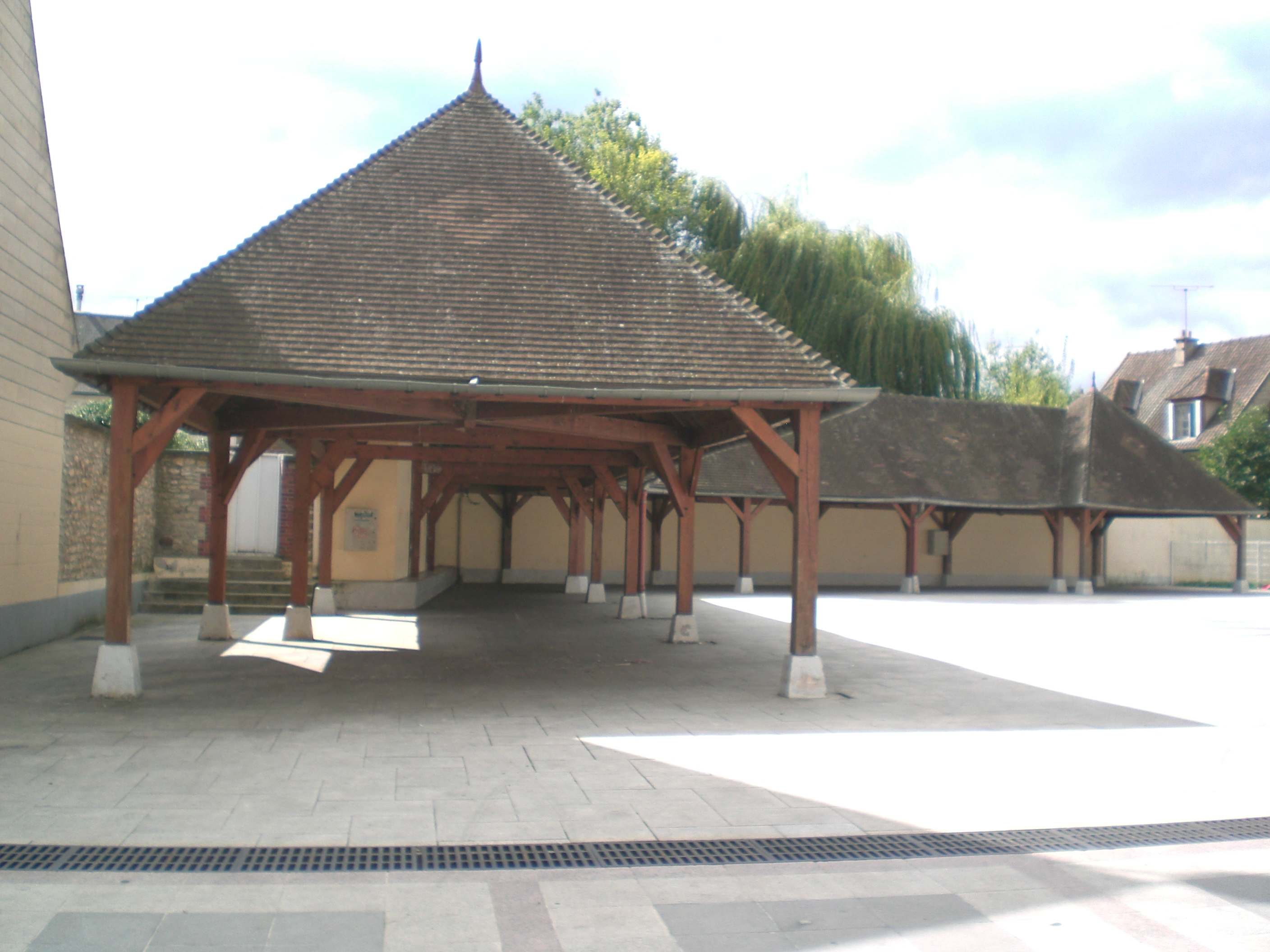
La halle de Bornel
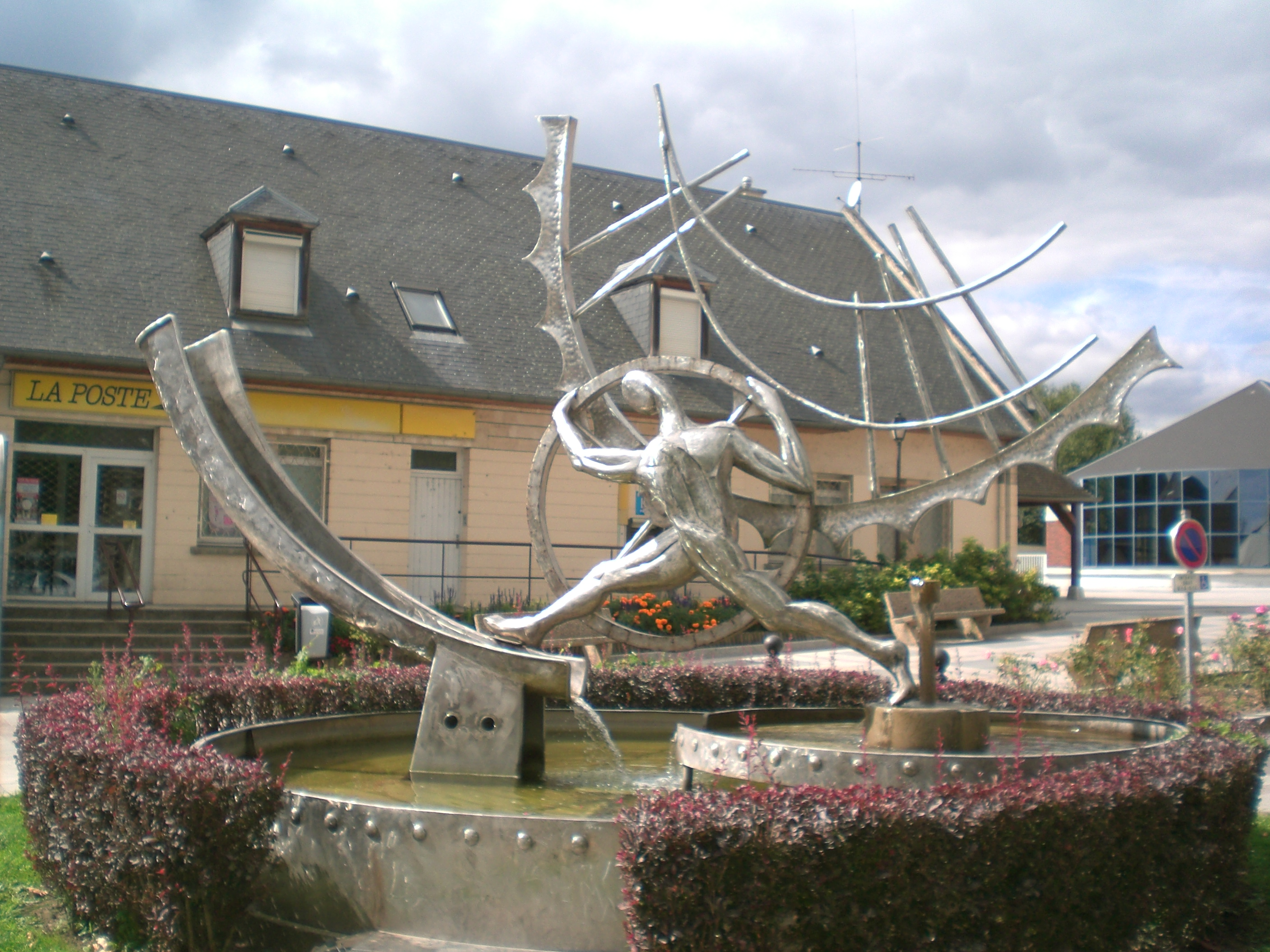
La fontaine de Bornel, devant la mairie et la poste
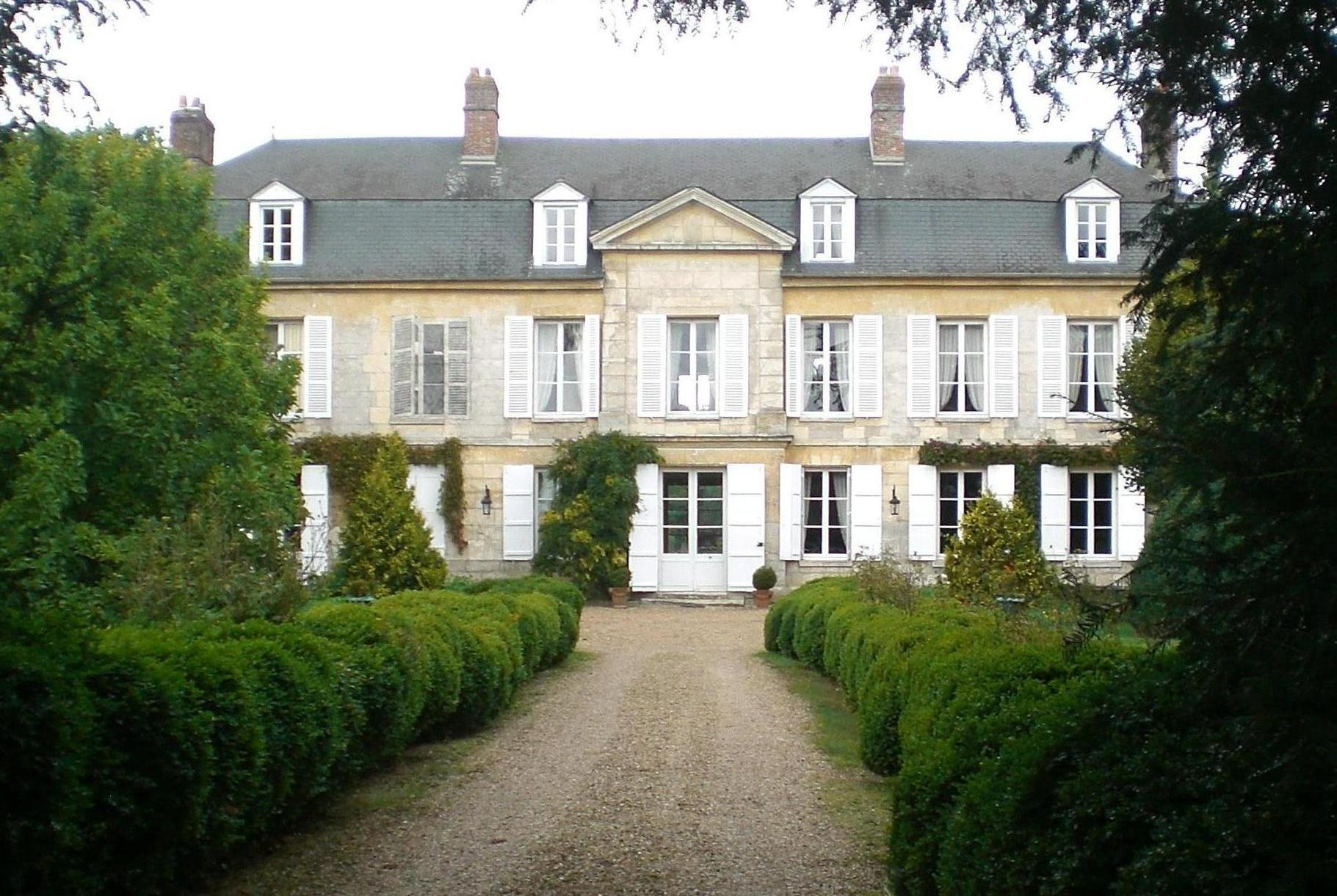
Le château d'Anserville
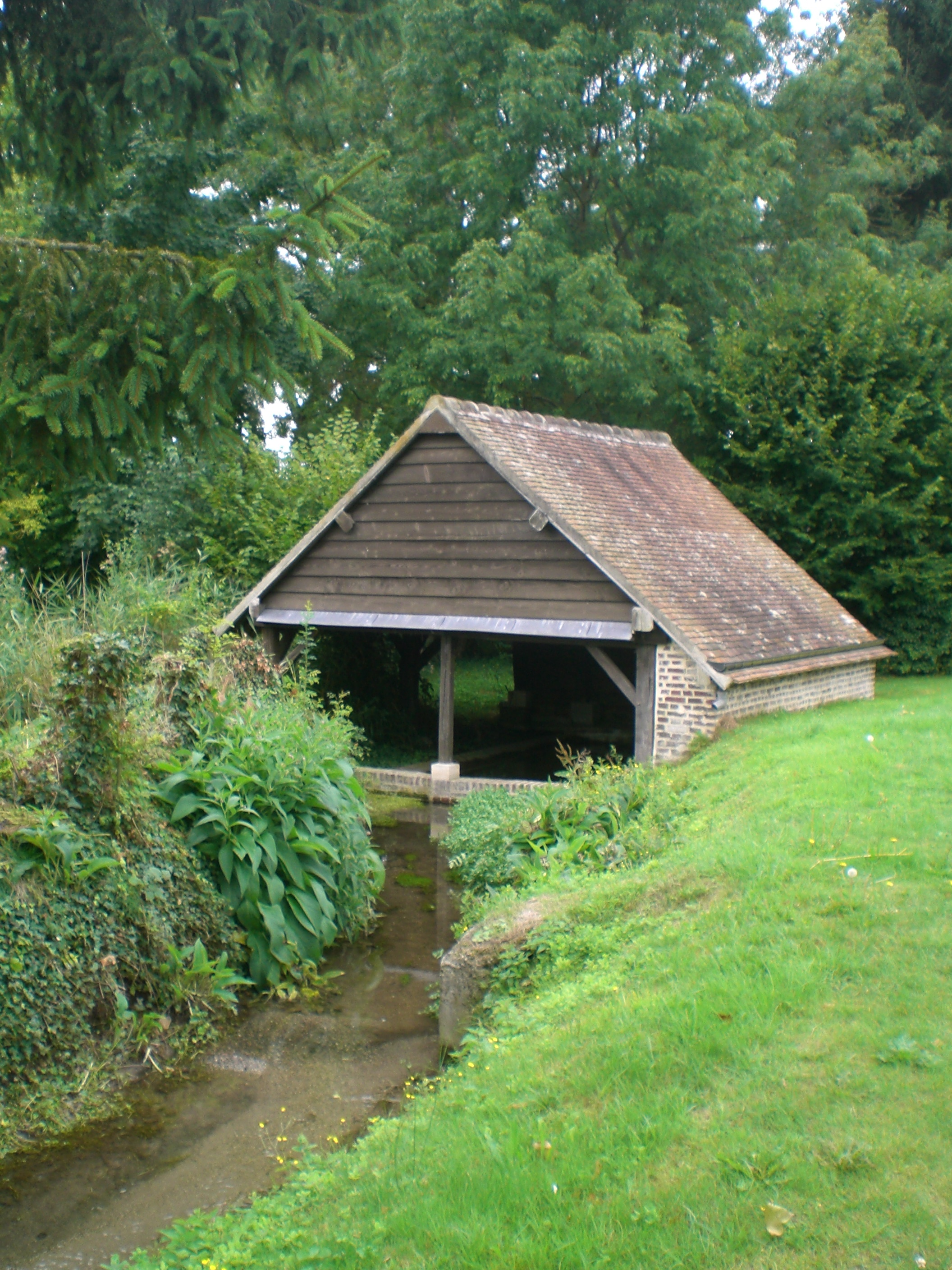
Lavoir sur l'Esches à Fosseuse
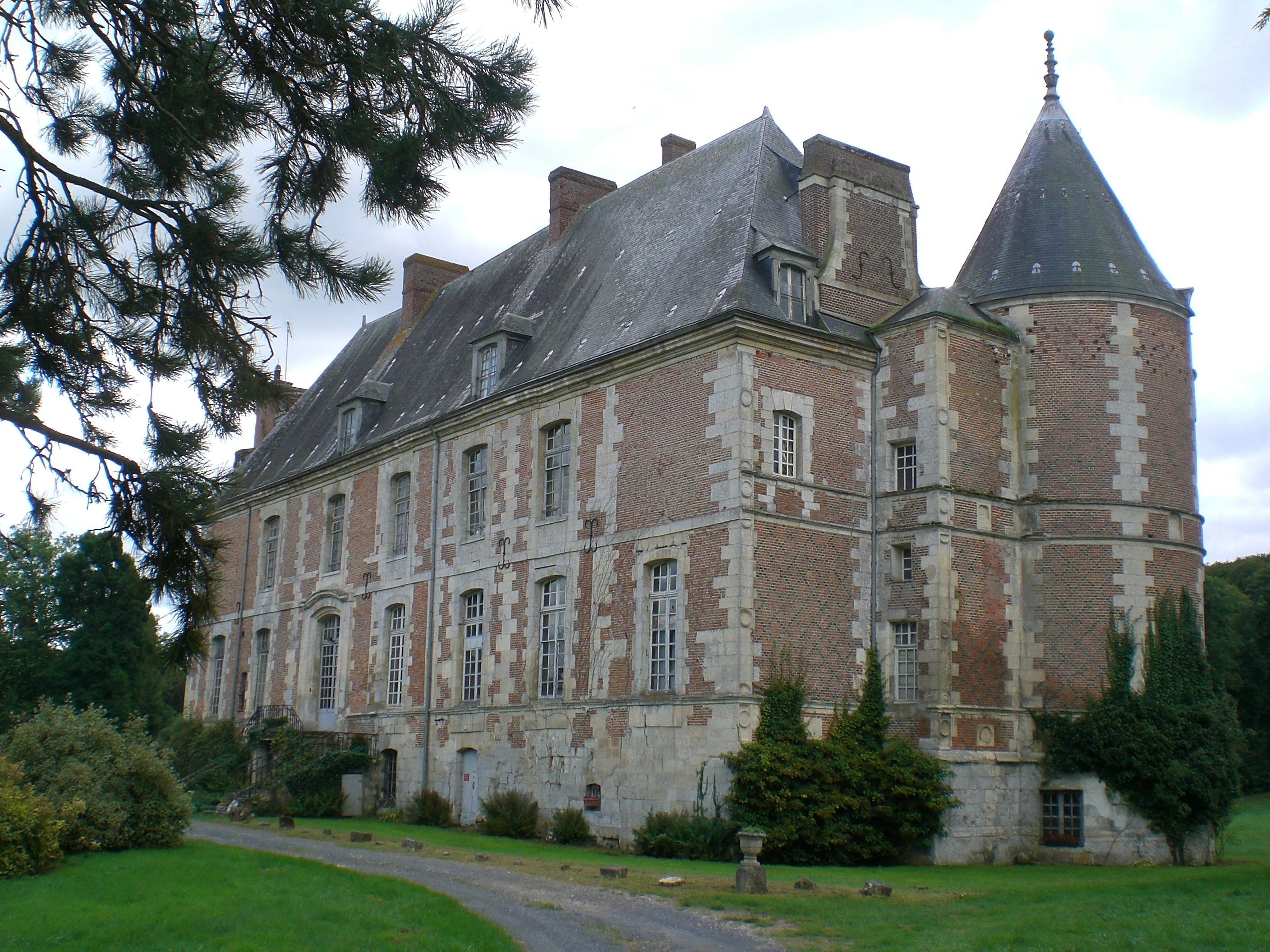
Le château de Fosseuse

### Personnalités liées à la commune
Amélie Mauresmo y a tapé ses premières balles de tennis dans un club qui existe toujours, le  Tennis club de Bornel. Un gymnase communal ouvert en 2008 porte son nom.

### Bornel dans les arts et la culture
En 1975 la commune a été le lieu de tournage du téléfilm La Vérité de madame Langlois de Claude Santelli, avec Suzanne Flon et Pierre Mondy comme acteurs principaux.

### Héraldique
| Blason de Bornel | Blason  | Écartelé : au premier de sinople à la gerbe de blé d'or, au deuxième d'azur à la fleur de lys d'argent, au troisième d'azur au léopard d'argent, au quatrième de sinople à la roue dentée de six pièces d'or ; à la croix de gueules bordée d'argent brochant sur l'écartelé. |
| Blason de Bornel | Détails | La commune explique son blason comme suit : - La croix de gueule bordée d'argent représente l'église de Bornel inscrite à l'inventaire des monuments historiques. - La gerbe de blé sur sinople rappelle l'origine du nom « Bornel » : bordonellum signifiant « la petite ferme ». - La fleur de lys évoque l'attachement de la région au royaume de France et actuellement de la Picardie. - Le léopard rappelle les faits d'armes sur le territoire de la commune au lieu-dit « Bois des Anglais » pendant la guerre de Cent Ans. - La roue dentée s'explique par le fait qu'il y avait six moulins à Bornel et rappelle également les mécanismes d'entraînement des machines industrielles. Adopté par la municipalité. |